# Lachancea fermentati
Lachancea fermentati är en svampart som först beskrevs av H. Nagan., och fick sitt nu gällande namn av Kurtzman 2003. Lachancea fermentati ingår i släktet Lachancea och familjen Saccharomycetaceae.   Inga underarter finns listade i Catalogue of Life.